# 野原古墳群
野原古墳群（のはらこふんぐん）は、埼玉県熊谷市野原字境田・宮脇にある古墳群。和田川に南面する台地上の広い範囲にかつて30基以上の古墳が分布していたが、現在23基が山林の中に所在する。1976年（昭和51年）10月1日付けで埼玉県選定重要遺跡に選定された。

## 概要
1962年（昭和37年）、採土工事に伴い野原古墳の発掘調査が行われた。1964年（昭和39年）には立正大学が円墳8基の発掘調査を実施した。なお、野原古墳で発見された勾玉や耳環などが1957年（昭和32年）10月18日付で江南町（当時）指定有形文化財（考古資料）に指定された。

## 野原古墳
前方部を南南東に向けて築造された前方後円墳で、開墾によって墳形はかなり乱れていたが、発掘調査時に全長40メートル、高さ5メートル、後円部径16メートルと計測された。主体部は後円部と前方部に横穴式石室が確認されている。後円部の石室は、南西方向に開口する片袖形の横穴式石室である。副葬品は大刀2、鉄鏃19、刀子3が出土している。前方部の石室は、南東方向に開口する胴張りがある片袖形の横穴式石室である。副葬品は大刀1と刀子の破片が発見されている。
1962年（昭和37年）の採土工事中に朝顔形埴輪と形象埴輪（女子、男子頭部、さしば、大刀）が採取されている。6世紀後半の築造と考えられるが、後円部の石室は、前方部の石室より古い形態である。
東京国立博物館所蔵の埴輪「踊る人々（馬飼埴輪）」や「笠を被る男子頭部」はこの古墳から出土したとされている。

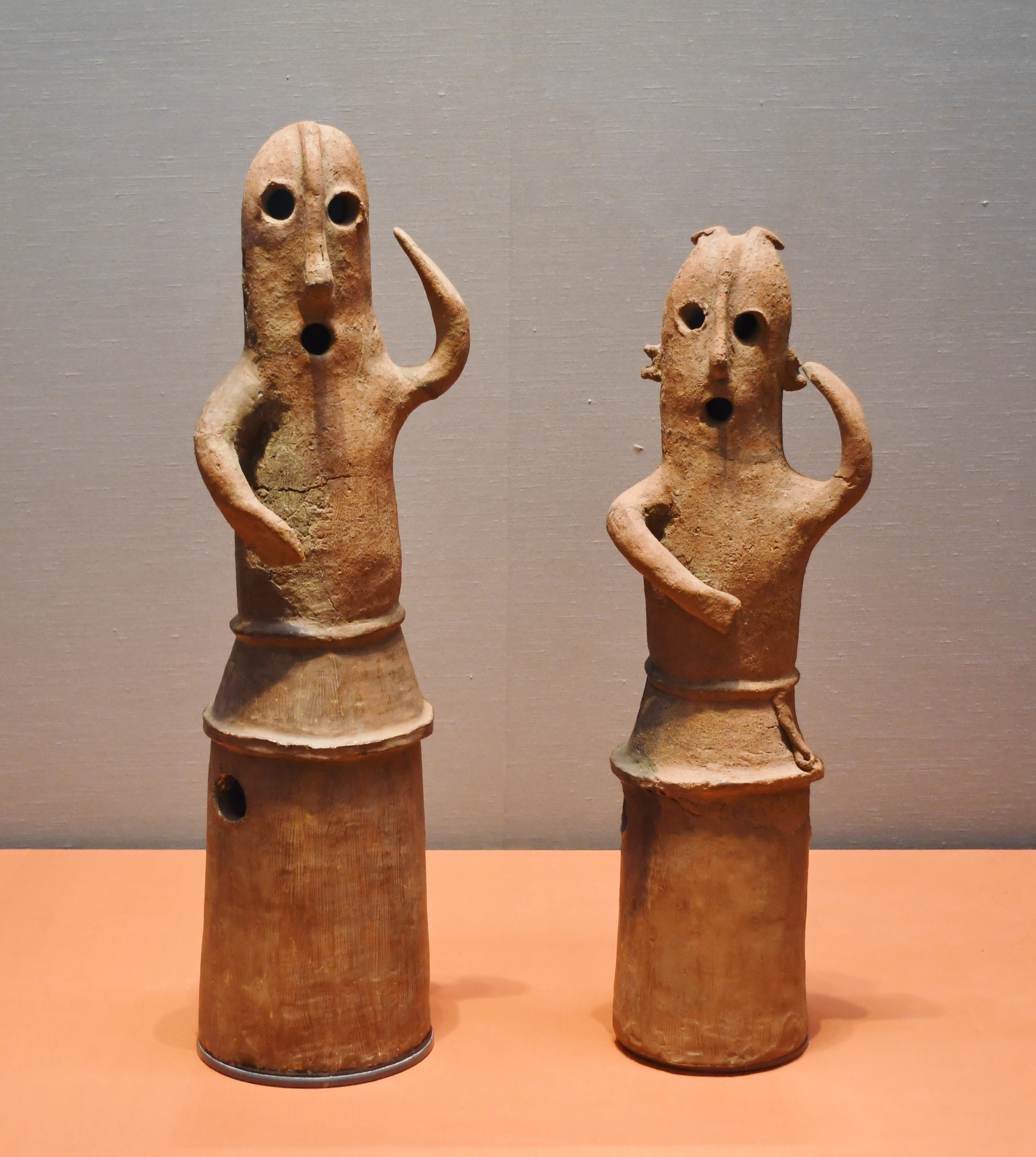
埴輪「踊る人々」（東京国立博物館蔵）
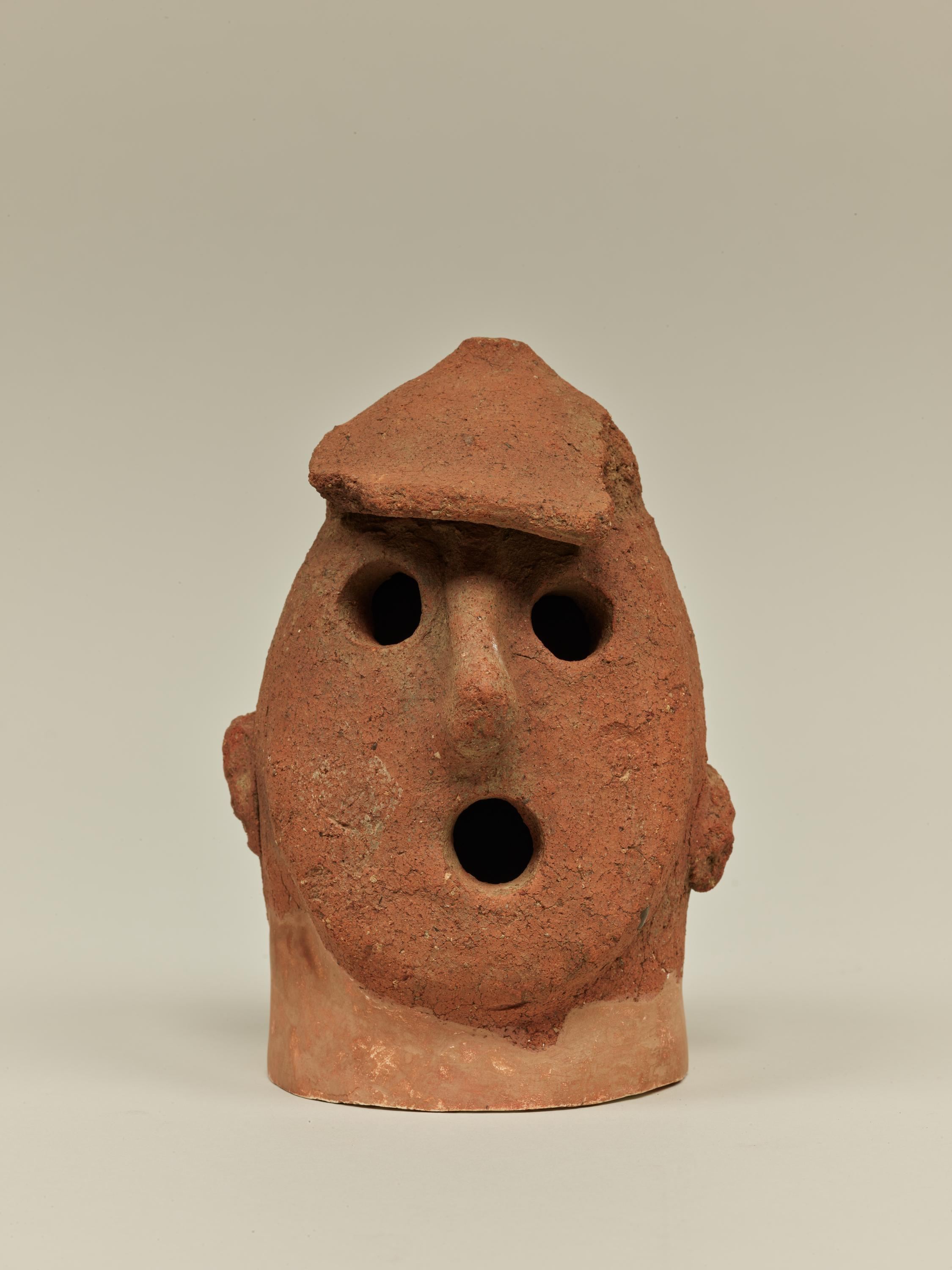
埴輪「笠を被る男子頭部」（東京国立博物館所蔵）
野原古墳群「踊る埴輪」モニュメント